# Ijebu Ibo
Ijebu Ibo (em iorubá: Ijebu Igbo) é uma cidade do estado de Ogum, na Nigéria. Sua população é estimada em 123.110 habitantes.